# جونسفيل (كارولاينا الشمالية)
جونسفيل (بالإنجليزية: Jonesville, North Carolina)‏ هي بلدة أمريكية تقع في الولايات المتحدة في مقاطعة يادكين، كارولاينا الشمالية. يقدر عدد سكانها بـ 2,285 نسمة ومساحتها 4.9 كم2 و وترتفع عن سطح البحر 288 متر.

## التركيبة السكانية
حدّد مكتب تعداد الولايات المتحدة بيانات التركيبة السكانية لجونسفيل في تعداد الولايات المتحدة. في ما يلي، التركيبة السكانية حسب تعدادي 2000 و2010.

### تعداد عام 2000
بلغ عدد سكان جونسفيل 1,464 نسمة بحسب تعداد عام 2000، وبلغ عدد الأسر 668 أسرة وعدد العائلات 417 عائلة مقيمة في البلدة. في حين سجلت الكثافة السكانية 194.9 نسمة لكل كيلومتر مربع (504.8/ميل2). وبلغ عدد الوحدات السكنية 752 وحدة بمتوسط كثافة قدره 100.1 لكل كيلومتر مربع (259.3/ميل2).
وتوزع التركيب العرقي للبلدة بنسبة 80.60% من البيض و16.26% من الأمريكيين الأفارقة و0.07% من الأمريكيين الأصليين و0.20% من الأمريكيين ذوي الأصول الآسيوية و1.57% من الأعراق الأخرى و1.30% من عرقين مختلطين أو أكثر و4.51% من الهسبانيون أو اللاتينيون من أي عرق.
بلغ عدد الأسر 668 أسرة كانت نسبة 29.3% منها لديها أطفال تحت سن الثامنة عشر تعيش معهم، وبلغت نسبة الأزواج القاطنين مع بعضهم البعض 42.1% من أصل المجموع الكلي للأسر، ونسبة 17.4% من الأسر كان لديها معيلات من الإناث دون وجود شريك،  بينما كانت نسبة 3% من الأسر لديها معيلون من الذكور دون وجود شريكة وكانت نسبة 37.6% من غير العائلات. تألفت نسبة 34.7% من أصل جميع الأسر من عدة أفراد يعيشون في نفس المنزل ونسبة 16% كانت تتألف من شخص يعيش بمفرده يبلغ من العمر 65 عاماً أو أكثر. وبلغ متوسط حجم الأسرة المعيشية 2.19، أما متوسط حجم العائلات فبلغ 2.80.
بلغ العمر الوسطي للسكان 39.7 عاماً. وكانت نسبة 22.4% من القاطنين تحت سن الثامنة عشر، وكانت نسبة 8% بين الثامنة عشر والرابعة والعشرين عاماً، ونسبة 27% كانت واقعةً في الفئة العمرية ما بين الخامسة والعشرين والرابعة والأربعين عاماً، ونسبة 23.4% كانت ما بين الخامسة والأربعين والرابعة والستين، ونسبة 19.2% كانت ضمن فئة الخامسة والستين عاماً فما فوق. يوجد لكل 100 أنثى 79.0 ذكر، ويوجد لكل 100 أنثى في الثامنة عشر من عمرها فما فوق 76.7 ذكر.
بلغ متوسط دخل الأسرة في البلدة 25,543 دولارًا، أما متوسط دخل العائلة فبلغ 31,400 دولارًا. وكان متوسط دخل الذكور 26,200 دولارًا مقابل 20,242 دولارًا للإناث. وسجل دخل الفرد الخاص بالبلدة 16,528 دولارًا. وكانت نسبة 14.7% من العائلات ونسبة 17.4% من السكان تحت خط الفقر، وكان من هؤلاء نسبة 22.6% تحت سن الثامنة عشر ونسبة 17.3% في الخامسة والستين من العمر وما فوق.

### تعداد عام 2010
بلغ عدد سكان جونسفيل 2,285 نسمة بحسب تعداد عام 2010، وبلغ عدد الأسر 1,030 أسرة وعدد العائلات 627 عائلة مقيمة في البلدة. في حين سجلت الكثافة السكانية 304.3 نسمة لكل كيلومتر مربع (788.1/ميل2). وبلغ عدد الوحدات السكنية 1,179 وحدة بمتوسط كثافة قدره 157 لكل كيلومتر مربع (406.6/ميل2).
وتوزع التركيب العرقي للبلدة بنسبة 81.58% من البيض و11.51% من الأمريكيين الأفارقة و0.18% من الأمريكيين الأصليين و0.09% من الأمريكيين ذوي الأصول الآسيوية و3.72% من الأعراق الأخرى و2.93% من عرقين مختلطين أو أكثر و7.31% من الهسبانيون أو اللاتينيون من أي عرق.
بلغ عدد الأسر 1,030 أسرة كانت نسبة 28.8% منها لديها أطفال تحت سن الثامنة عشر تعيش معهم، وبلغت نسبة الأزواج القاطنين مع بعضهم البعض 38.9% من أصل المجموع الكلي للأسر، ونسبة 16.8% من الأسر كان لديها معيلات من الإناث دون وجود شريك،  بينما كانت نسبة 5.1% من الأسر لديها معيلون من الذكور دون وجود شريكة وكانت نسبة 39.1% من غير العائلات. تألفت نسبة 35.3% من أصل جميع الأسر من عدة أفراد يعيشون في نفس المنزل ونسبة 15.5% كانت تتألف من شخص يعيش بمفرده يبلغ من العمر 65 عاماً أو أكثر. وبلغ متوسط حجم الأسرة المعيشية 2.22، أما متوسط حجم العائلات فبلغ 2.83.
بلغ العمر الوسطي للسكان 41.1 عاماً. وكانت نسبة 23.5% من القاطنين تحت سن الثامنة عشر، وكانت نسبة 8.3% بين الثامنة عشر والرابعة والعشرين عاماً، ونسبة 22.8% كانت واقعةً في الفئة العمرية ما بين الخامسة والعشرين والرابعة والأربعين عاماً، ونسبة 27.9% كانت ما بين الخامسة والأربعين والرابعة والستين، ونسبة 17.6% كانت ضمن فئة الخامسة والستين عاماً فما فوق. وتوزع التركيب الجنسي للسكان بنسبة 46.1% ذكور و53.9% إناث.

## أعلام
- ديكي هيمريك